# شنمو (مجموعه بازی)
شنمو (به ژاپنی: シェンムー Shenmū) یک مجموعه بازی ویدئویی به سبک اکشن-ماجرایی و جهان باز به تهیه‌کنندگی و کارگردانی یو سوزوکی است، که توسط استودیو سگا ای‌ام۲ ساخته شده و به وسیلهٔ شرکت سگا منتشر می‌شود. تا کنون دو نسخه از این مجموعه با عنوان‌های شنمو که در دسامبر ۱۹۹۹ برای کنسول دریم‌کست منتشر شد و شنمو ۲ که در دسامبر ۲۰۰۱ برای دریم‌کست و اکتبر ۲۰۰۲ برای ایکس‌باکس عرضه شد. سوزوکی برنامه‌ای برای تولید حداقل ۴ قسمت در این مجموعه بازی را در سر دارد. در ژوئیه ۲۰۱۵، سوزوکی و «Ys Net» پس از موفقیت در کمپین سرمایه‌گذاری جمعی، شروع به ساخت سومین قسمت از این سری با نام شنمو ۳ برای پلی‌استیشن ۴ و مایکروسافت ویندوز نمودند.